# Bánk
Bánk – wieś i gmina w północnej części Węgier, w pobliżu miasta Rétság. Miejscowość leży na obszarze Średniogórza Północnowęgierskiego, w pobliżu granicy ze Słowacją. Administracyjnie należy do powiatu Rétság, wchodzącego w skład komitatu Nógrád.
Gmina Bánk liczy 691 mieszkańców (2009) i zajmuje obszar 9,9 km².